# Chránená krajinná oblasť Poľana
Chránená krajinná oblasť Poľana (słow. skrót: CHKO Poľana; pol. Obszar chronionego krajobrazu Polana) – jeden z tzw. obszarów chronionego krajobrazu na Słowacji, położony w samym centrum kraju, w łańcuchu Rudaw Słowackich. Aktualna powierzchnia wynosi 20 360 ha.

## Położenie
CHKO Poľana obejmuje większą część grupy górskiej Polany oraz zachodni fragment Rudaw Weporskich. Obecnie na północy sięga on po szczyt Hrb (1255 m n.p.m.) w grzbiecie Lubietowskiego Wieprza, na wschodzie – po miejscowość Lom nad Rimavicou i przełęcz Tlstý javor w Rudawach Weporskich, na południu – po tzw. kopaničiarske osady (Przedgórza Detviańskiego), zaś na zachodzie prawie po wieś Hrochoť. Obszar CHKO Poľana leży w granicach administracyjnych 4 powiatów kraju bańskobystrzyckiego: bańskobystrzyckiego, brezneńskiego, detviańskiego i zwoleńskiego.

## Przedmiot ochrony
Celem objęcia tego terenu były jego wyjątkowa budowa geologiczno-geomorfologiczna (najwyższe góry typu wulkanicznego na terenie Słowacji z wyraźnie zachowanymi pozostałościami jednego z największych stratowulkanów w Europie) z jedyną tego rodzaju w skali kraju siecią rzeczną w obszarze kaldery wulkanicznej, zróżnicowana i stosunkowo mało zmieniona szata roślinna, bogata fauna oraz dobrze zachowane pozostałości dawnego osadnictwa łazowego oraz gospodarki pasterskiej w południowej części Obszaru (Detvianske predhorie).
Na terenie całej CHKO Poľana obowiązuje co najmniej drugi (w pięciostopniowej skali) poziom ochrony. W ramach CHKO istnieją wszakże tereny i obiekty objęte dodatkową ochroną, o wyższym stopniu:
- 10 rezerwatów przyrody (słow. prírodná rezervácia; Hrončecký grúň, Ľubietovský Vepor, Zadná Poľana, Havranie skaly, Kopa, Mačinová, Pod Dudášom, Pri Bútľavke, Príslopy i Vrchslatina), z czego trzy pierwsze mają status narodowych rezerwatów przyrody;
- 8 pomników przyrody (słow. prírodná pamiatka; Vodopád Bystré, Bátovský balvan, Havranka, Jánošíková skala, Kalamárka, Melichova skala, Spády, Veporské skalky), z czego pierwszy ma status narodowego pomnika przyrody;
- 4 chronione areały (słow. chránený areál; Dolná Zálomská, Horná Chrapková, Hrochotská Bukovina i Meandre Kamenistého potoka).

## Historia
Już w XIV i XV w. tereny te stanowiły jeden z ulubionych rewirów łowieckich królów Węgier. Wysoki stan większości gatunków zwierząt łownych utrzymał się tu do XX w. W 1953 r. fragment grupy górskiej Polany o powierzchni ok. 12,5 tys. ha został ustanowiony rewirem ochronnym zwierzyny łownej, w szczególności jeleni. Ponieważ cel ochrony nie odpowiadał wymogom ogłoszonej w 1955 r. słowackiej ustawy o ochronie przyrody, status ochronny wkrótce zniesiono. Dopiero w 1964 r. w oparciu o nowe prawo łowieckie część masywu Polany o powierzchni ok. 20 tys. ha objęto specjalną ochroną jako obszar hodowli jeleni. W 1975 r. teren ten został objęty ochroną jako swego rodzaju rezerwat łowiecki (słow. Chránená poľovná oblasť), nastawiony na selekcyjną hodowlę jeleni. Obszar chronionego krajobrazu Polana powstał w 1981 r. W 2001 r. zostały wykonane korekty i uściślenia jego granic.
W 1990 r. Obszar chronionego krajobrazu Polana został wpisany – jako drugi obszar z terenu Słowacji – na listę rezerwatów biosfery UNESCO.

## Charakterystyka
Teren ten należy do najsłabiej zaludnionych i zagospodarowanych obszarów Słowacji. Znajduje się na nim niewiele dróg i tylko trzy większe osady (Iviny, Snohy i Vrchslatina) z rozrzuconym osadnictwem typowym dla dawnej gospodarki łazowej, zamieszkane na stałe jedynie przez ok. 400 mieszkańców. Położone w centrum dawnej kaldery wulkanu Kyslinky oprócz kilku domostw obejmują głównie zespół zabudowań bazy techniczno-administracyjnej tutejszego leśnictwa. Poza tym na terenie CHKO Poľana znajduje się kilkanaście pojedynczych gospodarstw, kilka leśniczówek i gajówek lasów państwowych oraz hotel górski „Poľana” pod równoimiennym szczytem.
Rozpiętość wysokościowa terenów CHKO Poľana sięga blisko 1000 metrów, od ok. 460 m n.p.m. w dolinie potoku Hradná w południowo-zachodniej części Obszaru po 1458 m n.p.m. (szczyt Polany).
Na terenie CHKO Poľana lasy zajmują 17 102 ha, tereny rolne 3001 ha. Pozostałą część stanowią tereny zabudowane, drogi itp.

## Flora
Znaczna rozpiętość wysokości terenów n.p.m., zróżnicowanie form geomorfologicznych i ekspozycji oraz wpływy klimatyczne z Niziny Węgierskiej wpłynęły na różnorodność tutejszej flory, a stosunkowo niewielka intensywność gospodarki ludzkiej – na jej dobre zachowanie. Szczególnie urozmaicone są lasy, stanowiące ok. 84% powierzchni chronionej jednostki. Obejmują one zróżnicowane zespoły roślinne, od dąbrów z płatami zbiorowisk ciepłolubnych aż po świerczyny górnego regla.

## Fauna
Ze względu na duże zróżnicowanie form geomorfologicznych, znaczną różnorodność zespołów roślinnych oraz stosunkowo mały zasięg czynników antropogenicznych również fauna CHKO Poľana jest bardzo bogata i urozmaicona.
Obecnie spośród kręgowców najliczniejszą grupę tworzą ptaki, których naliczono tu 174 gatunki, z czego 128 gniazdujących. Liczną grupę (56 gatunków) tworzą ssaki, w tym wszystkie wielkie drapieżniki naszej części Europy. W 2007 r. naliczono tu 42 niedźwiedzie, 5 wilków, 10 rysi oraz 5 bardzo już rzadkich żbików. W większości większych cieków wodnych występuje tu również wydra. Liczne są jelenie i dziki, a w niższych położeniach również sarny.